# Сутки (Сафоновський район)
Сутки (рос. Сутки) — присілок Сафоновського району Смоленської області Росії. Входить до складу Пушкінського сільського поселення.
Населення — 5 осіб (2007 рік). 